# Bonifatiuswallfahrt

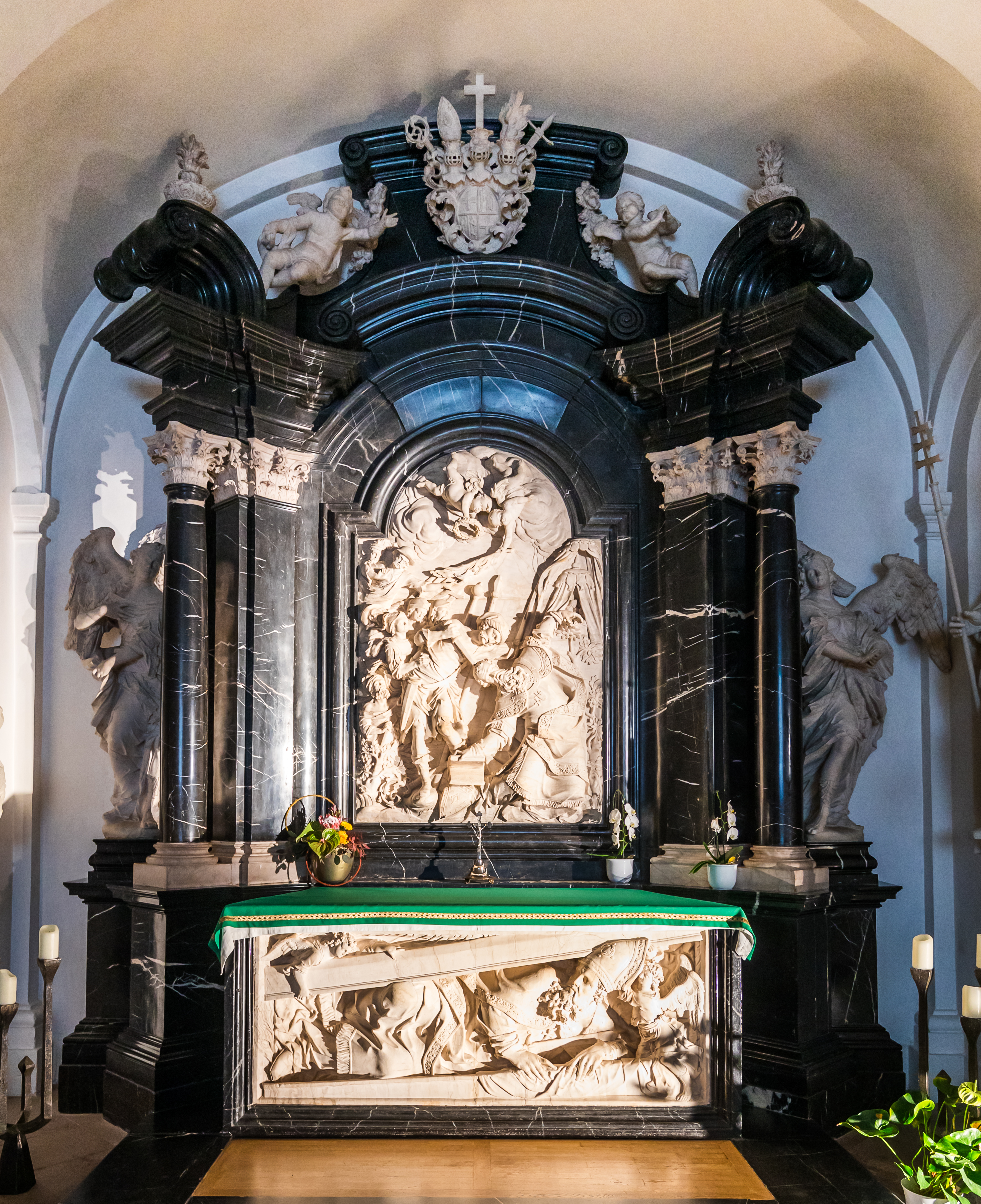
Grab des heiligen Bonifatius im Fuldaer Dom

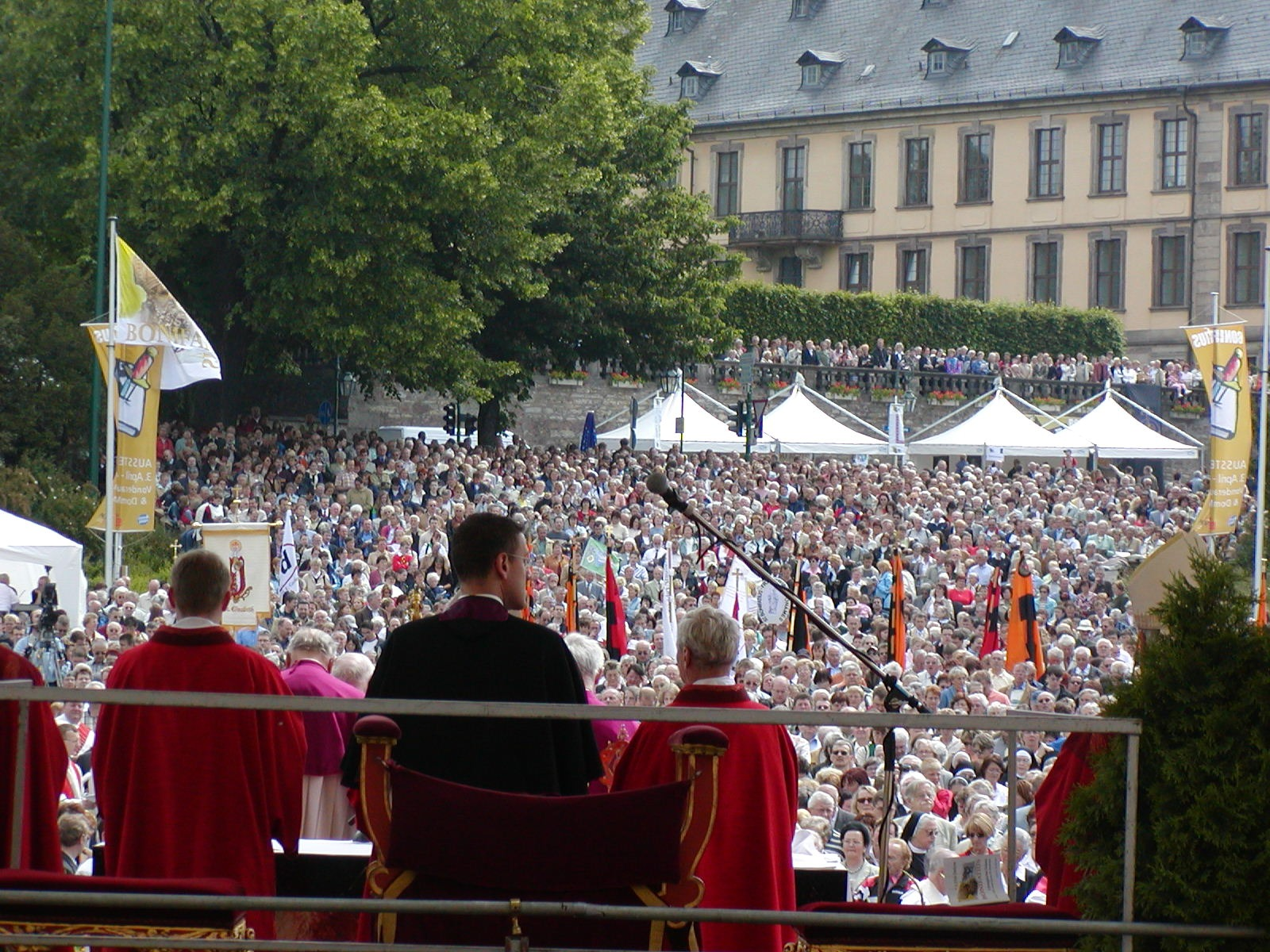
Gläubige beim Gottesdienst während des Bonifatiusfestes

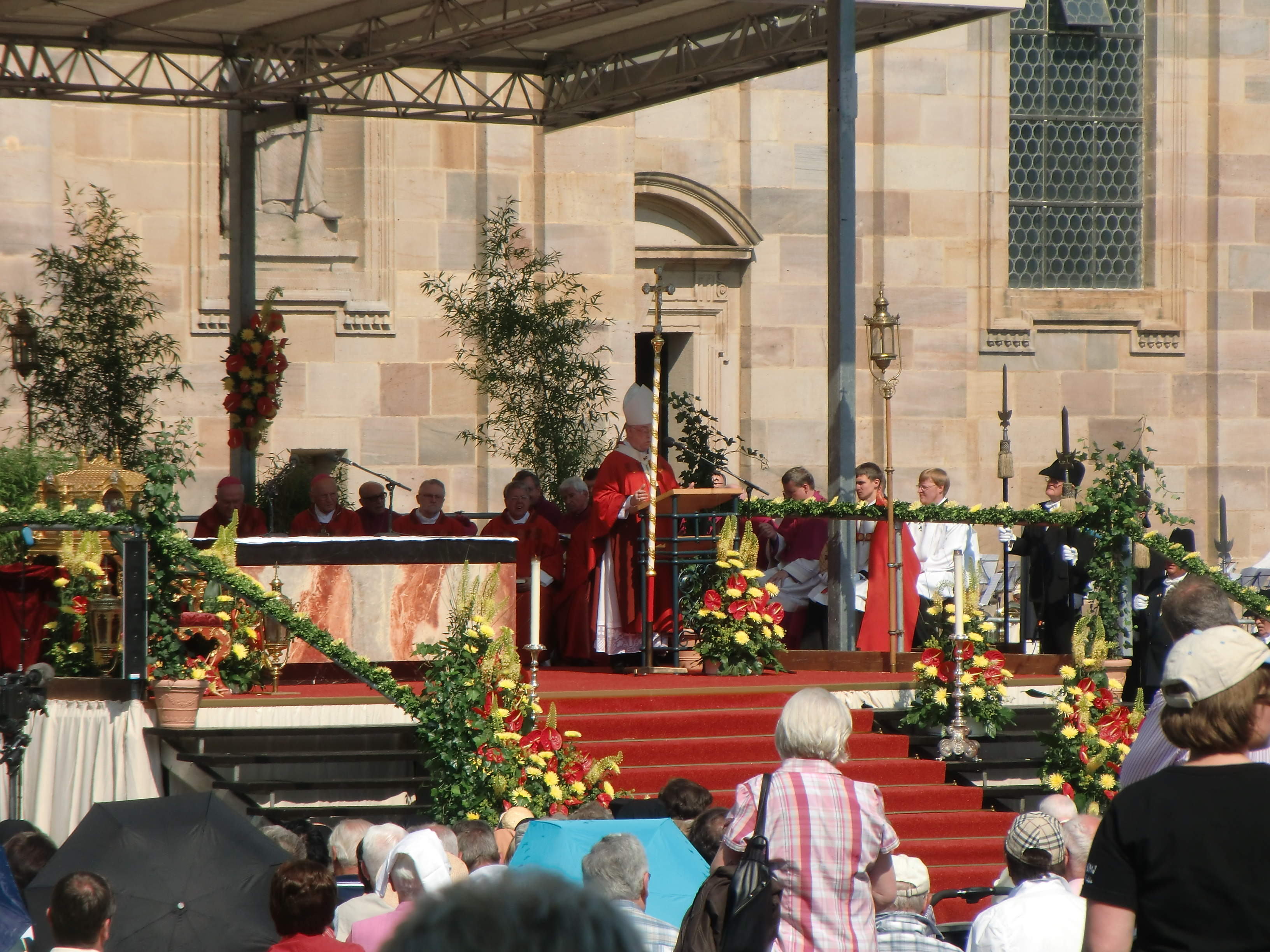
Der Konzelebrant und Festprediger auf dem Freialtar vor dem Dom

Die Bonifatiuswallfahrt ist eine Wallfahrt zum Grab des heiligen Bonifatius, des Apostels der Deutschen, im Fuldaer Dom. Sie findet alljährlich an einem Sonntag Anfang Juni zum Bonifatiusfest, dem Bistumsfest des Bistums Fulda, anlässlich des liturgischen Festtages des Heiligen am 5. Juni statt.

## Verlauf der heutigen Wallfahrt
Alle Pfarreien des Fuldaer Stadtdekanates ziehen dabei traditionsgemäß in einer Sternwallfahrt zur Kathedralkirche. Auch treffen zahlreiche Fußwallfahrten von weiteren Pfarrgemeinden ein, hauptsächlich aus dem Fuldaer Land, die teilweise mitten in der Nacht beginnen, um gegen 9 Uhr den Domplatz zu erreichen. Selbst aus den entfernteren Regionen des Bistums führen traditionelle mehrtägige Fuß- und Radwallfahrten nach Fulda. Begrüßt werden die ankommenden Pilgergruppen durch das Geläut der Fuldaer Domglocken.
Den Abschluss und Höhepunkt der Wallfahrt bildet ein feierliches Pontifikalamt mit tausenden Wallfahrern, zu dem meist ein fremder Bischof als Konzelebrant und Festprediger eingeladen wird. Im Jahr 2018 war dies der Bischof von Limburg, Georg Bätzing. Dem feierlichen Gottesdienst steht der Diözesanbischof von Fulda, zur Zeit Michael Gerber als Hauptzelebrant vor.

## Jubiläumsfeiern
Die größte Bonifatiuswallfahrt der jüngeren Geschichte fand im Bonifatiusjahr 1954 vom 29. Mai bis 13. Juni anlässlich des 1200. Todestages des hl. Bonifatius statt. Höhepunkt waren die Feierlichkeiten am 13. Juni 1954, an der eine große Zahl von Äbten, Weihbischöfen, (Erz-)Bischöfen und Kardinälen teilnahm. Gastgeber war der Bischof von Fulda Johannes Dietz. Das Pontifikalamt auf dem Domplatz zelebrierte der Nachfolger des hl. Bonifatius in seiner Eigenschaft als Legat für Germanien, der Apostolische Nuntius Erzbischof Aloysius Muench, die Festpredigt hielt Joseph Kardinal Wendel, Erzbischof von München und Freising. Der Prozession und Abschlussfeier am Nachmittag stand Josef Kardinal Frings, Erzbischof von Köln, als Officiator vor. Eine Fortsetzung erfuhr die Jubiläumsfeier im 76. Deutschen Katholikentag in Fulda vom 31. August bis zum 5. September 1954. Zu Gast war bei beiden Anlässen u. a. Bundeskanzler Konrad Adenauer.